# Podróż dwudziesta szósta i ostatnia
Podróż dwudziesta szósta i ostatnia – opowiadanie Stanisława Lema z Ijonem Tichym w roli głównej. Utwór jest satyrą na zimną wojnę. Ukazał się jedynie w zbiorach: Sezam i inne opowiadania (1954) i Dzienniki gwiazdowe (1957, 1958) – brak go we wszystkich późniejszych wydaniach Dzienników....
We wstępie do kolejnych wydań Dzienników... jeden z ich bohaterów – profesor Tarantoga  – wyjaśnia, że podróż ta „okazała się ostatecznie apokryfem...”, sugerując, że nie jest ona autorstwa Ijona Tichego. Podobny zabieg, to jest tworzenie fikcyjnych odniesień do swoich dzieł, Lem zastosował m.in. w zbiorze Doskonała próżnia.

## Opis fabuły
Ijon Tichy, po piętnastu latach spędzonych w kosmosie, postanawia wrócić na Ziemię. Czekając na planecie Teropii w porcie rakietowym na odpowiedni statek poznaje profesora Tarantogę, od którego dowiaduje się o Meopserze, planecie zamieszkanej przez Muciochów. Podróżnik postanawia zmienić plany i wybrać się na Meopserę. Ponieważ mapy, jakimi dysponuje, nie są najwyższej jakości, postanawia zaufać swojemu instynktowi. Podróż wypełnia sobie pisaniem dzienników.
Po trwającym miesiąc locie ląduje wreszcie na planecie, o której sądzi, że jest Meopserą - wkrótce jednak, od pierwszego napotkanego tubylca, dowiaduje się, że trafił do Merki. Zdobywa zaufanie miejscowego doka, który zabiera go do najbliższego miasta, Niuouku. Tam staje się świadkiem i uczestnikiem wydarzeń, które początkowo bierze za obrzędy związane z kultem Ejboma, a które okazują się być próbnym atakiem atomowym.
Szczegółowo wypytując napotkane osoby o powody takich prób, trafia przed oblicze urzędników, reprezentujących Komisję do Badania Działalności Antyamerykańskiej w Stanach Zjednoczonych, którzy oskarżają go o krytykę polityki zagranicznej. Dopiero wtedy Tichy rozumie, co się stało:

W tym momencie jakby mi łuski spadły z oczu. Od spotkania pierwszej istoty nękało mnie, że w żaden sposób nie mogę sobie uświadomić, co mi przypomina język tubylców. Teraz zaświtało mi w głowie: ależ oczywiście, to był zniekształcony i wykoślawiony język angielski. Padłem ofiarą pomyłki spowodowanej w dużej mierze różnicami wymowy: Merka - to była America, Rasza - Russia, Czajna - China, Ejbom - A-Bomb i tak dalej...
Włosy stanęły mi dęba; nigdy jeszcze nie znajdowałem się w takiej opresji. Przeczuwałem, że los mój będzie opłakany, i nie myliłem się; albowiem słowa te piszę w więzieniu śledczym Nowego Jorku, gdzie przebywam już czwarty miesiąc. Obawiam się, że podróż do Meopsery przyjdzie mi odłożyć na czas nieograniczony...